# Condado de Langlade
El condado de Langlade (en inglés: Langlade County), fundado en 1874, es uno de 72 condados del estado estadounidense de Wisconsin. En el año 2000, tenía una población de 20,740 habitantes y una densidad poblacional de 9 personas por km². La sede del condado es Antigo.

## Geografía
Según la Oficina del Censo, el condado tiene un área total de 2,300 km², de la cual 2,260 km² es tierra y 31 km² (43.28%) es agua.

### Condados adyacentes
- Condado de Oneida (noroeste)
- Condado de Forest (noreste)
- Condado de Oconto (este)
- Condado de Menominee (sureste)
- Condado de Shawano (sur)
- Condado de Marathon (suroeste)
- Condado de Lincoln (oeste)

## Demografía
En el censo de 2000, había 20,740 personas, 8,452 hogares y 5,814 familias residiendo en el condado. La densidad poblacional era de 9 personas por km². En el 2000 había 11,187 unidades habitacionales en una densidad de 5 por km². La demografía del condado era de 97.93% blancos, 0.15% afroamericanos, 0.54% amerindios, 0.27% asiáticos, 0.04% isleños del Pacífico, 0.20% de otras razas y 0.87% de dos o más razas. 0.82% de la población era de origen hispano o latino de cualquier raza.

## Localidades

### Ciudades y pueblos
- Ackley
- Ainsworth
- Antigo (pueblo)
- Antigo
- Elcho
- Evergreen
- Langlade
- Neva
- Norwood
- Parrish
- Peck
- Polar
- Price
- Rolling
- Summit
- Upham
- Vilas
- White Lake
- Wolf River

### Áreas no incorporadas
- Bryant
- Deerbrook
- Elmhurst
- Elton
- Hollister
- Kempster
- Langlade
- Lily
- Pearson
- Phlox
- Pickerel
- Summit Lake